# Eltra 50 MOT-729

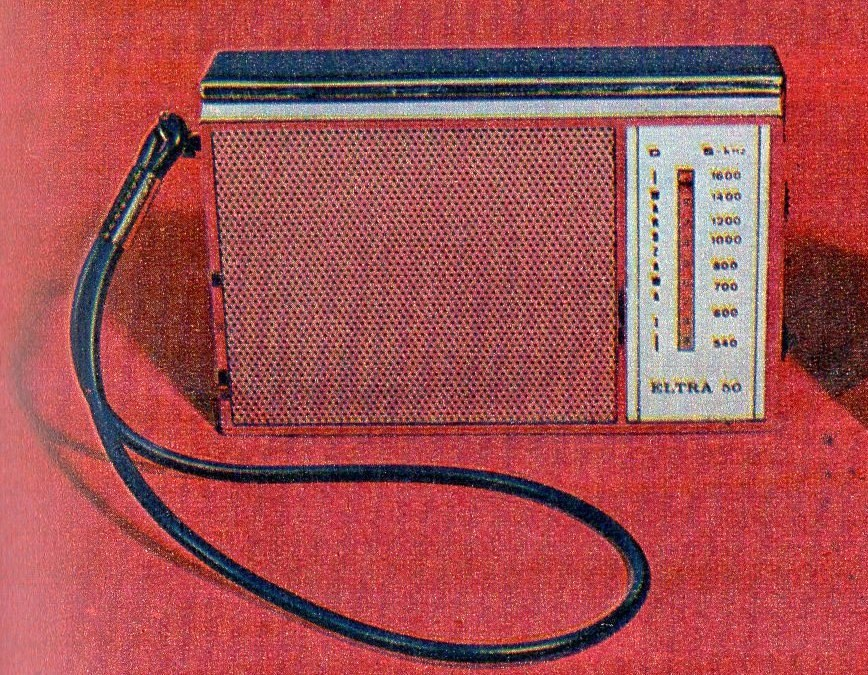
Widok ogólny

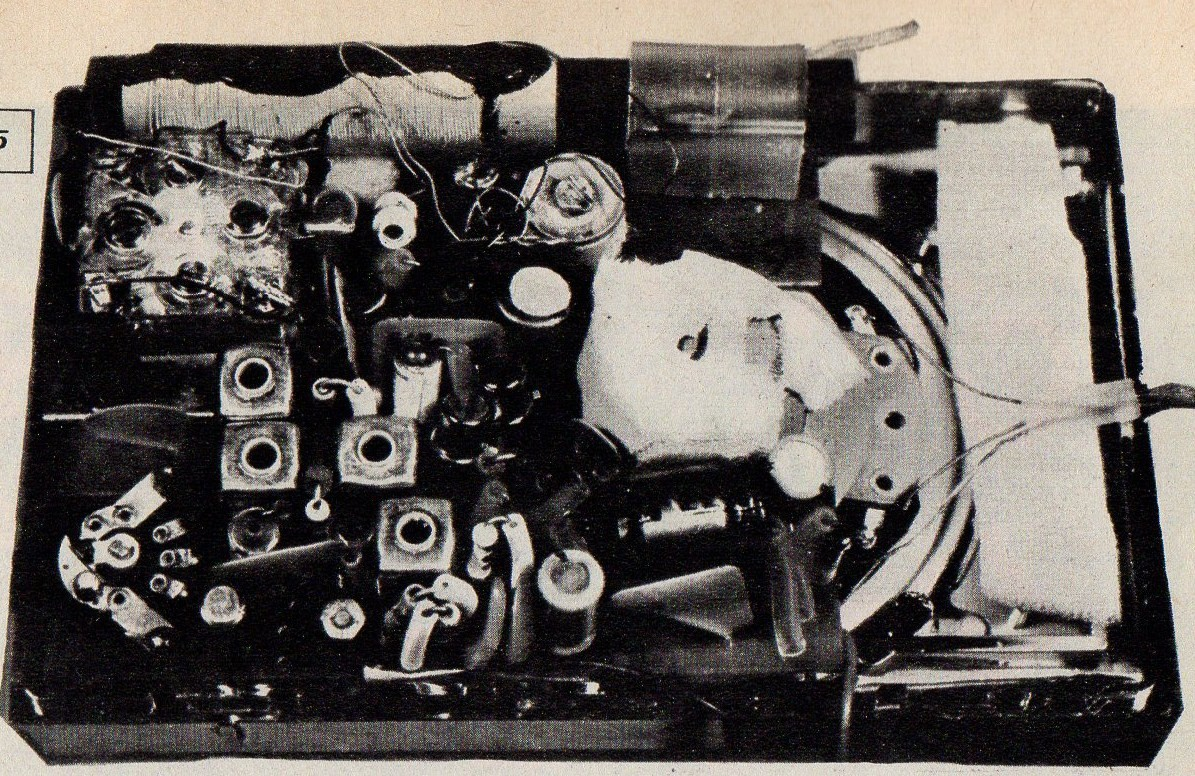
Wnętrze

Eltra 50 – polski radioodbiornik przenośny produkcji zakładów Eltra w Bydgoszczy. Pierwszy w Polsce wyprodukowany z użyciem układów scalonych.
Odbiornik wprowadzono do produkcji w 1973. Zaprezentowano po raz pierwszy we wrześniu 1973, podczas Międzynarodowych Targów Artykułów Konsumpcyjnych Takon-73 w Poznaniu. Miał wymiary 106x66x30 mm i ważył około 240 gramów. Zasilanie z baterii 6F22. Posiadał:
- antenę ferrytową,
- trzy tranzystory krzemowe,
- jeden układ scalony (początkowo importowany),
- pięć obwodów strojonych,
- dwa zakresy fal (w tym długie ograniczone do Warszawy I),
- moc wyjściową około 100 mW.